# Догана (Сан-Марино)
Догана (італ. Falciano, Митниця) — місто і село у республіці Сан-Марино. Територіально відноситься до муніципалітету Серравалле.
Найбільше за чисельністю населення в країні (7000 мешканців).

## Географія
Розташоване у північно-східній частині країни і є крайньою північною точкою Сан-Марино після Фальчано. Догана прилягає до кордону з Італією, безпосередньо межуючи із поселенням Черасоло комуни Коріано (провінція Ріміні). У місті знаходиться прикордонний пункт, огляд на якому скасовано.
19 квітня 2011 року на честі Догани було названо марсіанський кратер, діаметром 41 км.

## Історія
У 2006 році Догана намагалася виділитися зі складу Серравалле в окреме місто-комуну, проте у 2007 році було прийнято рішення зберегти чинне положення. Тим не менш, Догані було присвоєно окремий від Серравалле поштовий індекс (47891 замість 47899).

## Економіка
Догана є основним прикордонним пунктом, через який туристи прибувають до Сан-Марино з Італії (по шосе № 72 з Ріміні). Хоча назва міста у перекладі з італійської означає Митниця, немає ніяких прикордонних формальностей у будь-якому місці на кордоні між Італією і Сан-Марино. Тому автомобілісти можуть зупинитися в Догані лише для того, аби зробити покупки в одному з торгових центрів.

## Спорт
Місцевою футбольною командою є Ювенес-Догана. У місті знаходиться Олімпійський стадіон Сан-Марино.